# Xanthomonas
Xanthomonas Dowson 1939 è un genere di Proteobacteria, molti dei quali provocano patologie delle piante.
La maggiore varietà di ceppi di Xanthomonas è disponibile presso il National Collection of Plant Pathogenic Bacteria (NCPPB) nel Regno Unito e in altre raccolte colturali internazionali, quali l'ICMP in Nuova Zelanda, il CFBP in Francia e il VKM in Russia; è altresì disponibile presso lo M.T.C.C. dell'India.

## Patogenesi delle piante
Le specie di Xanthomonas possono infettare un'ampia varietà di specie vegetali, tra le quali pepe, riso, limone, cotone, pomodoro, broccolo, cavolo e soia.
Alcuni tipi di Xanthomonas causano macchie localizzate o strisce sulle foglie, mentre altri si diffondono per via sistemica e causano marcescenza nera oppure la ruggine della foglia.
I batteri di questo genere iniettano nella pianta alcune proteine attivatrici, tra le quali gli attivatori TAL, attraverso il loro sistema di secrezione di tipo III.
L'infezione da Xanthomonas può essere controllata con l'antibiotico sodio cefotaxima. 
Si ritiene che l'impurità D (definita nella Farmacopea Europea) presente nella qualità commerciale del Cefotaxima sia tossica per le piante; pertanto si raccomanda l'utilizzo di sodio cefotaxima di miglior qualità, privo di impurità D.

## Tassonomia
Al genere Xanthomonas si ascrivono le seguenti specie:
- X. albilineans
- X. alfalfae
- X. ampelina
- X. arboricola
- X. axonopodis
- X. boreopolis
- X. badrii
- X. bromi
- X. campestris
- X. cassavae
- X. citri
- X. codiaei
- X. cucurbitae
- X. cyanopsidis
- X. cynarae
- X. euvesicatoria
- X. fragariae
- X. gardneri
- X. holcicola
- X. hortorum
- X. hyacinthi
- X. malvacearum
- X. maltophilia
- X. manihotis
- X. melonis
- X. oryzae
- X. papavericola
- X. perforans
- X. phaseoli
- X. pisi
- X. populi
- X. sacchari
- X. theicola
- X. translucens
- X. vasicola
- X. vesicatoria